# Amloh
Amloh (Panjabi ਅਮਲੋਹ) ist eine Stadt im indischen Bundesstaat Punjab.
Amloh befindet sich im Distrikt Fatehgarh Sahib. Die Stadt liegt 8 km südwestlich der Stadt Mandi Gobindgarh, durch welche die nationale Fernstraße NH 1 führt. 
Amloh erhielt 1949 die Stadtrechte (als Town Committee).
Die Stadt Amloh besitzt heute den Status eines Municipal Councils und ist in 13 Wards gegliedert.
Beim Zensus 2011 betrug die Einwohnerzahl von Amloh 14.696. 10 Jahre zuvor lag die Einwohnerzahl noch bei 12.689.
In Amloh befindet sich ein Fort, das von Raja Hira Singh von Nabha als Verwaltungssitz eines Nizamat (Distrikt) errichtet wurde.